# 浦南运河
浦南运河，是上海市奉贤区境内的一条运河，属于杭州湾水系，以区片为名。运河西起龙泉港，经过庄行镇、南桥镇、青村镇、奉城镇，最终抵达原南汇区和奉贤区界河大泐港。始建于1958年，分段疏通、开凿，竣工于1975～1977年。此段原为浦东运河的东西向河段，1994年由上海市地名管理办公室改为现名。该运河可以通行60—100吨级别的船只，为奉贤区提供农田灌溉和河网调蓄功能。